# Charles Gadenne
Charles Gadenne fue un escultor francés ( 30 de julio de 1925 en Roubaix - 23 de enero de 2012), que vivía y trabajaba en el norte de Francia, autor de numerosos bronces sobre todo de mujeres .

## Datos biográficos
Realizó sus estudios artísticos en la École nationale supérieure des beaux-arts de París, frecuentando también el taller de Marcel Gimond de 1945 a 1953.
Vivió y trabajó en Saint-Pol-sur-Mer en el departamento de Nord, Francia, donde instaló su taller. 

## Obras
La mayor parte de su obra se centraban sobre el tema de la figura de la mujer, habitualmente en bronce y en tamaño natural.

## Alumnos
- Fue inspirador de  Roch Vandromme (escultor animalista, broncista) que frecuentaba su taller, así como Michel Leclercq, escultor , artista plástico, que aún siguiendo otras vías muy diferentes, ha sido su pupilo.[1]

## Exposiciones
- 1973  en  la Galería M.L.R. Génot (París, Francia)
- 1980 en el Museo de Saint-Omer  (Francia)
- 1982  en el  Museo de Gravelines (donde muchas de sus esculturas han sido compradas y expuestas sobre las murallas de la fortificación de  Vauban, cerca del Museo)
- 1982  en el  Museo de Rostok, esculturas y dibujos que acompañan la obra grabada del Sr. Gromaire.
- 1985 Homenaje - Salón de Otoño, París
- 1989  en  la Galería Colette Dubois, París
- 1990  en  la Galería de Crecy-la-Chapelle - 6 escultores en torno a  Camille Claudel
- 1990  en  la Galería de Muse, Bruges - Bélgica
- 1990  en el  Castillo de la Bertrandière - L'Etrat
- 2007  en  Condé-sur-Noireau, jardines del Museo (6 de junio- 9 de septiembre)